# Nemesia berlandi
Nemesia berlandi is een spinnensoort in de taxonomische indeling van de bruine klapdeurspinnen (Nemesiidae).
Nemesia berlandi werd in 1931 beschreven door Frade & Bacelar.